# 青森県道107号嘉瀬停車場線
青森県道107号嘉瀬停車場線（あおもりけんどう107ごう かせていしゃじょうせん）は、青森県五所川原市金木町を通る一般県道である。

## 概要
津軽鉄道津軽鉄道線 嘉瀬駅から青森県道36号五所川原金木線交点に至る。

### 路線データ
- 起点：嘉瀬停車場[1]
- 終点：五所川原金木線交点（五所川原市金木町）[1]

## 歴史
- 1961年（昭和36年）2月10日 - 県道に認定される[1]。

## 路線状況

### 重複区間
- 青森県道195号喜良市嘉瀬停車場線（起点 - 五所川原市金木町嘉瀬）

## 地理

### 交差する道路
- 青森県道36号五所川原金木線（=青森県道195号喜良市嘉瀬停車場線重複）（五所川原市金木町、終点）

### 沿線の施設など
- 津軽鉄道線 嘉瀬駅
- つがるにしきた農業協同組合 嘉瀬支店 リンゴセンター